# Ponta Figo
Ponta Figo est une localité de Sao Tomé-et-Principe située au nord-ouest de l'île de São Tomé, dans le district de Lembá, au sud de Neves, à proximité de l'embouchure du rio Contador. C'est une ancienne roça.

## Population
Lors du recensement de 2012, 615 habitants y ont été dénombrés. 

## Roça
Constituée en 1928-1929, la plantation couvrait pratiquement tout le nord de l'île et réunissait 16 dépendances : António Morais, Ponta Figo Praia, Ribeira Funda, Ribeira Palma, Rosema, Ribordelo, Santa Teresa, Monte Forte, Generosa, Bom Sucesso, Costa Santo, Cascata, Fortunato, João Paulo, Mendes Leite et Manuel Moras.

La roça de Ponta Figo était considérée autrefois comme la « pépinière des meilleurs plants de cacaoyers », où les autres roças venaient s'approvisionner.
De type roça-cidade, elle était le siège de la Companhia Agricola das Neves.

## Tourisme
C'est un site propice aux randonnées dans la nature, notamment vers la cascade et les tunnels hydroélectriques du rio Contador.

Tourisme de randonnée.
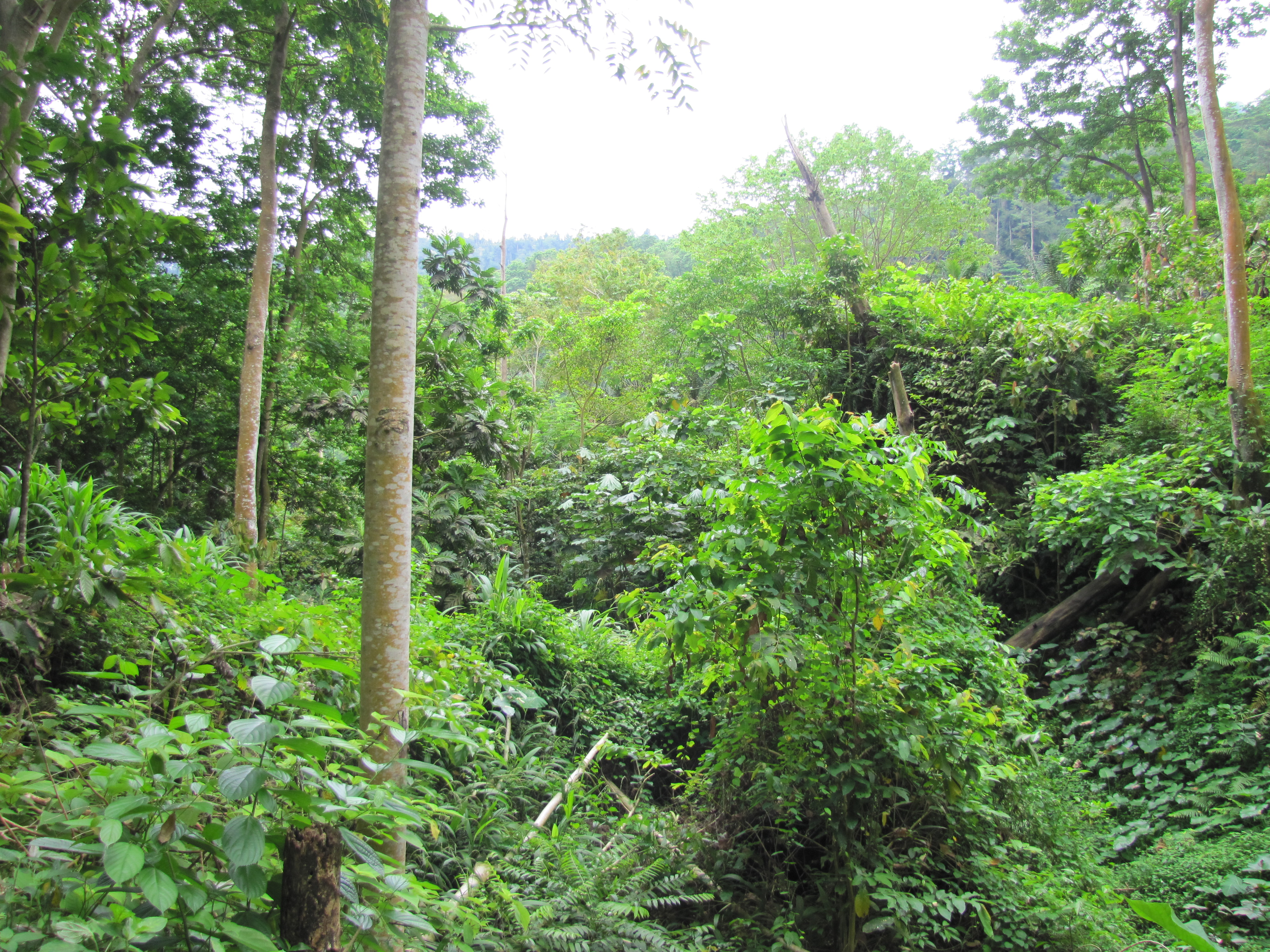
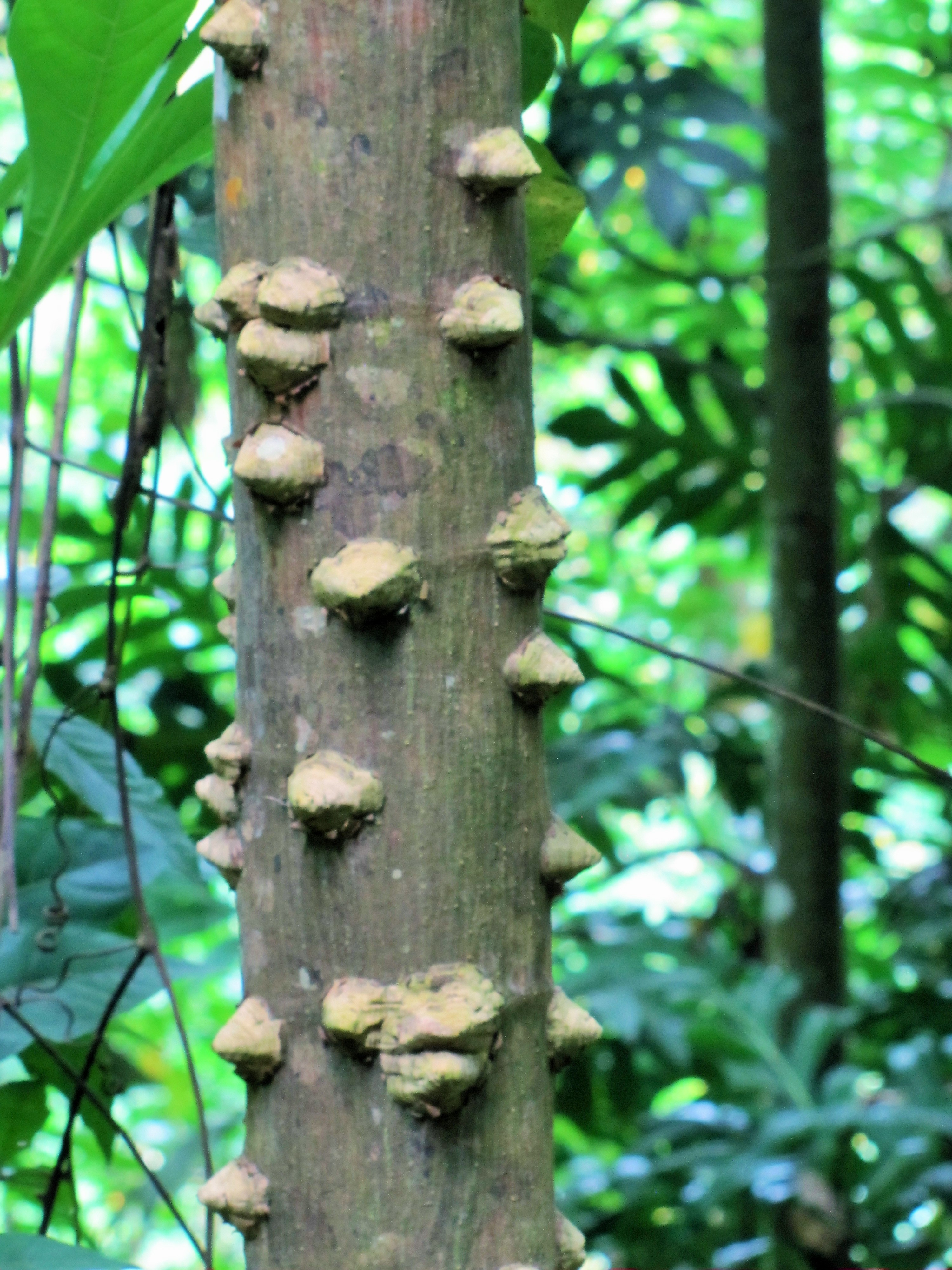
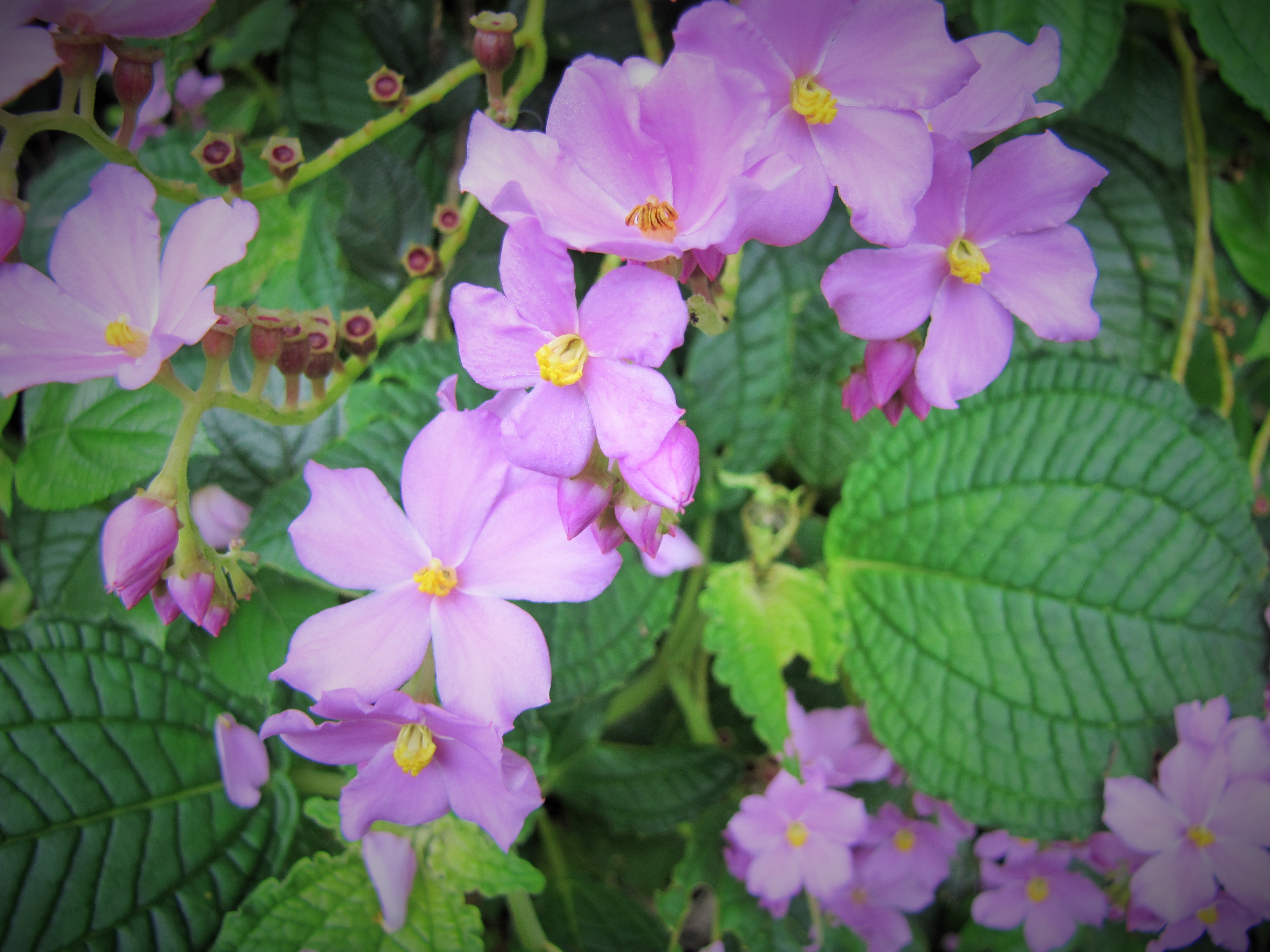
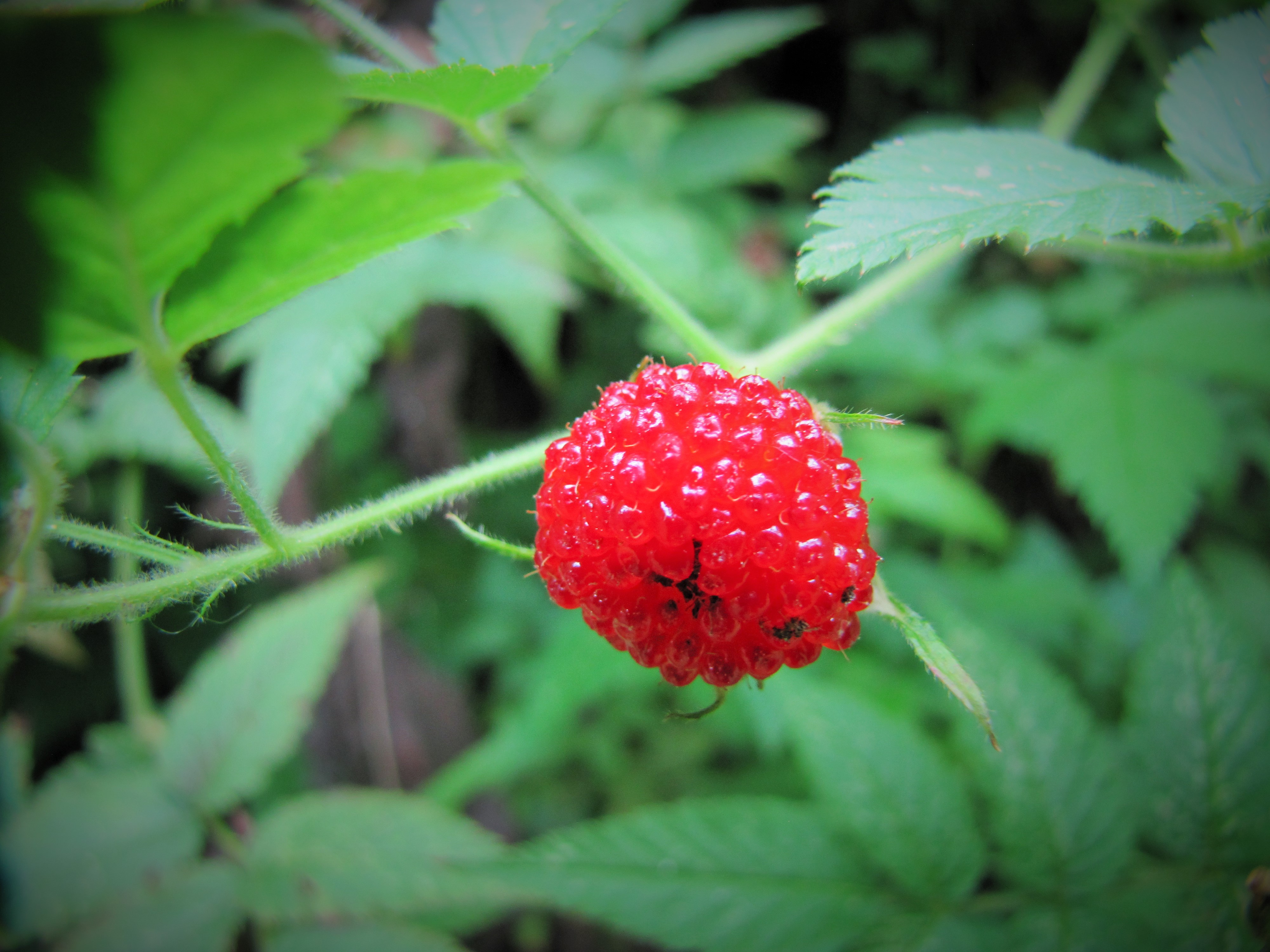
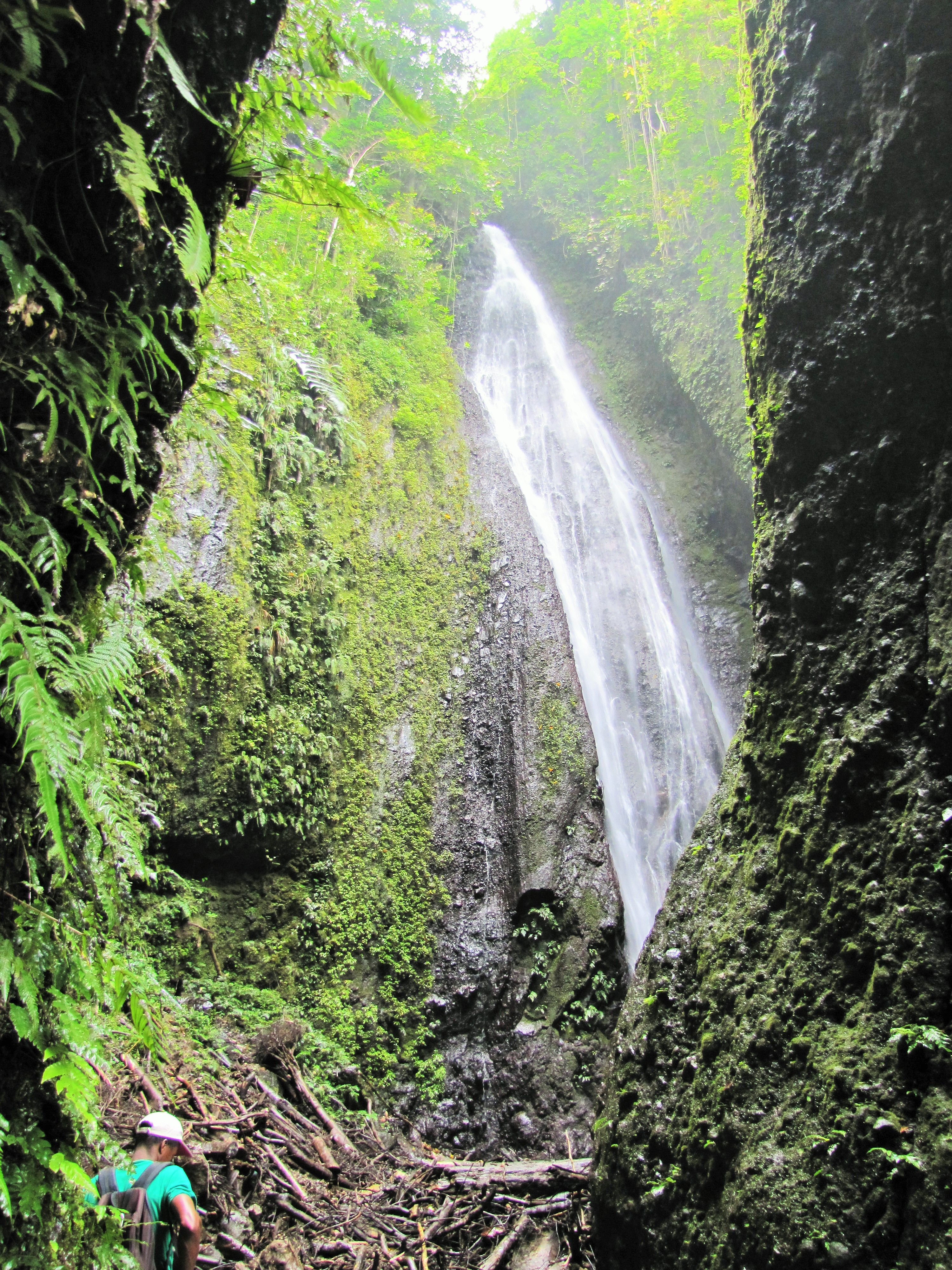

À moins de 100 mètres d’altitude, Ponta Figo se trouve à un quart d'heure de marche du bord de mer, à Praia de Ponta Figo.